# Hedychium
Hedychium é um gênero botânico da família Zingiberaceae. Também conhecida como Lírio Borboleta.
É um gênero de espécies perene nativos da Ásia tropical e Himalaia, crescendo geralmente entre  120 e 180 cm de altura.  Algumas espécies são usadas como plantas ornamentais.

## Espécies
- Hedychium coronarium
- Hedychium gardnerianum
- Hedychium coccineum
- Hedychium flavescens
- Hedychium spicatum
- Hedychium longicornutum
- Hedychium acuminatum Roscoe, 1824.
- Hedychium angustifolium Roxb., 1832.
- Hedychium biflorum Sirirugsa & K. Larsen, 1995.
- Hedychium bijiangense T.L. Wu & S.J. Chen, 1978.
- Hedychium bipartitum G.Z. Li, 1985.
- Hedychium borneense R.M. Sm., 1990.
- Hedychium brevicaule D. Fang, 1980.
- Hedychium carneum Y.Y. Qian, 1994.
- Hedychium chrysoleusum Hook., 1850.
- Hedychium coccineum Buch.-Ham. ex Sm., 1811.
- Hedychium convexum S.Q. Tong, 1986.
- Hedychium coronarium J. König, 1783 - LÍRIO-DO-BREJO, bastão-de-são-josé, borboleta, borboleta-amarela, cardamomo-do-mato, escalda-mão, flor-de-lis, gengibre-branco, jasmim, jasmim-borboleta, jasmim-do-brejo, lágrima-de-moça, lágrima-de-napoleão, lágrima-de-vênus, lírio-branco, lírio-do-vale, napoleão, narciso, olímpia, piri.
- Hedychium coronarium var. baimao Z.Y. Zhu.
- Hedychium coronarium var. chrysoleucum Bak., 1892.
- Hedychium coronarium var. flavescens Carey ex Roscoe, 1828.
- Hedychium densiflorum Wall., 1853.
- Hedychium efilamentosum Hand.-Mazz., 1936.
- Hedychium emeiense Z.Y. Zhu, 1984.
- Hedychium flavescens Carey ex Roscoe, 1824.
- Hedychium flavum Roxb., 1820.
- Hedychium forrestii Diels, 1912.
- Hedychium forrestii var. forrestii.
- Hedychium forrestii var. latebracteatum K. Larsen, 1965.
- Hedychium gardneranum Sheppard ex Ker-Gawl. in Edw., 1824.
- Hedychium gardnerianum Roscoe, 1828.
- Hedychium glabrum S.Q. Tong, 1989.
- Hedychium griersonianum R.M. Sm., 1991.
- Hedychium horsfieldii  R. Brown ex N. Wallich, Hooker's J. Bot. Kew Gard. Misc. 5: 376, 1853.
- Hedychium kwangsiense T.L. Wu & S.J. Chen, 1978.
- Hedychium lineare R.M. Sm., 1990.
- Hedychium menglianense Y.Y. Qian, 2000.
- Hedychium muluense R. M. Smith.
- Hedychium neocarneum T.L. Wu, K. Larsen & Turland, 2000.
- Hedychium nutantiflorum H. Dong & G.J. Xu, 1997.
- Hedychium panzhuum Z.Y. Zhu, 1984.
- Hedychium parvibracteatum T.L. Wu & S.J. Chen, 1978.
- Hedychium pauciflorum S.Q. Tong, 1986.
- Hedychium peregrinum N.E. Br., 1883.
- Hedychium puerense Y.Y. Qian, 1996.
- Hedychium qingchengense Z.Y. Zhu, 1992.
- Hedychium samuiense Sirirugsa & K. Larsen, 1995.
- Hedychium simaoense Y.Y. Qian, 1996.
- Hedychium sinoaureum Stapf, 1925.
- Hedychium spicatum Buch.-Ham. ex Sm., 1811.
- Hedychium spicatum var. acuminatum Wall., 1853.
- Hedychium spicatum var. spicatum.
- Hedychium sumatranum Jack, 1822.
- Hedychium tengchongense Y.B. Luo, 1994.
- Hedychium tenuiflorum (Wall. ex Baker) K. Schum., 1904.
- Hedychium tienlinense D. Fang, 1978.
- Hedychium tomentosum Sirirugsa & K. Larsen, 1995.
- Hedychium villosum Wall., 1820.
- Hedychium villosum var. tenuiflorum Wall. ex Baker, 1892.
- Hedychium villosum var. villosum.
- Hedychium ximengense Y.Y. Qian, 1994.
- Hedychium yungjiangense S.Q. Tong, 1986.
- Hedychium yunnanense Gagnep., 1907.

Principal fonte bibliográfica: www.tropicos.org